# Pierre Berranger
Pour les articles homonymes, voir Berranger.
Pierre Berranger, quelquefois noté Pierre de Berranger, né à Paris, paroisse Saint-Paul, 1767, mort à Couddes, le 2 février 1820, est un émigré français qui devient notamment un des gouverneurs du Suriname, à l'époque où l'Angleterre souhaite s'approprier cette colonie et s'en empare à deux reprises.

## Biographie
Né à Paris en 1767, il est en 1781, témoin au mariage de son frère aîné Jean-Nicolas Ier et, alors âgé de 14 ans, « surnuméraire volontaire au régiment du Maréchal de Turenne ». En 1787, il est sous-lieutenant au régiment de Bassigny-infanterie, stationné à Metz (régiment créé en 1775-1776 à partir des 2e et 4e bataillons du régiment d'Aunis, lui-même créé en 1610. Le 30 juillet 1788, le Roy lui accorde une lettre de bénéfice d’âge (il n’a pas la majorité légale de l’époque : 25 ans), afin de pouvoir hériter de son père Jean-Baptiste Henry décédé le 28 du même mois : « s'étant toujours bien comporté, il est en état de régir et d’administrer les biens qui lui sont échus par le décès de son père ». Fin 1788, Pierre quitte Paris pour Armstadt et Utrecht. Émigré en 1789, Pierre est au service de la princesse de Hesse-Darmstadt, à la tête d’une compagnie en Hollande. Il est allé à Berg-op-Zoom. Il fut aussi aide de camp d’un Lieutenant-Général du Roi Guillaume V. À la fin du mois d’octobre 1790, il quitte la Hollande (en oubliant de démissionner de son régiment...) pour l’île de Madère (où il fera un nouveau voyage en décembre 1791) et annonce un départ pour plusieurs années au Surinam, où il arrive en bonne santé après une heureuse traversée, pour y trouver « un emploi de confiance ». À partir de 1791, il est successivement Secrétaire du Conseil de Guerre, Secrétaire du Gouverneur, Lieutenant-Général, puis Commissaire Général. En mai 1808 encore, il « demeurait ordinairement au Surinam, pays d’Amérique ». Mais à la même époque, il commence déjà à séjourner dans le Blésois, où il s'est retiré avec son épouse au château de La Basme (commune de Couddes, dont il deviendra le Maire).
Le 13 août 1799, une flotte anglaise commandée par Hugues Seymour et Trigg entre dans le fleuve Surinam. L’escadre hollandaise chargée de protéger la colonie l’a quittée depuis plusieurs mois. Le Conseil de Guerre convoqué estime à l’unanimité toute tentative de résistance suicidaire. Le pays est aussitôt placé sous le protectorat anglais. Moyennant serment, tous les fonctionnaires sont maintenus dans leurs fonctions, y compris Friderici, l'ancien gouverneur de la colonie hollandaise auquel Pierre Berranger est rattaché.
La signature de la paix d’Amiens, le 27 mars 1802, rend à la République batave ses possessions des Indes occidentales. Les Anglais partent en emportant tout ce qu’ils peuvent en armements et marchandises. La République batave reprend en main le Surinam le 2 décembre, avec le transfert officiel du Gouvernement. C’est alors que sonne pour Friderici l’heure de la retraite : il est suspendu de ses fonctions, ayant perdu la confiance des dirigeants bataves. L’optimisme gagne la colonie sur le plan commercial et militaire. Willem Otto Bloys van Treslong (nl), arrivé avec 1 100 hommes, assure un court intérim, avec deux membres du Conseil Politique (Politieke Raad), avant de passer le pouvoir au Commissaire Général Pierre Berranger, Gouverneur de 1803 à 1804.
Pierre Berranger est de retour de La Haye le 3 décembre 1803, alors qu’un nouveau conflit se profile déjà avec les Anglais. À La Haye, il a épousé le 5 août 1803,, dans l’église wallonne, Pétronille Cornélie Philippine Roepel, née à Paramaribo, colonie hollandaise du Suriname, le 23 mars 1776, dont il n’eut pas d’enfant. Il arrive le 3 décembre 1803/
Une lettre adressée au Conseil des Colonies américaines, nous donne des indications sur les conditions dans lesquelles se trouve la colonie. Sur le plan financier, la situation du Surinam est précaire. Sur le plan commercial, il y a une véritable dépression, mais « l’attitude bienveillante du Staatsbewind [Gouvernement de la République batave] en faveur de la promotion du commerce aura des effets bénéfiques. Bientôt, j’espère voir suffisamment de marchandises exportées pour couvrir nos dépenses et assez d’esclaves importés pour aider nos planteurs à réussir ». En revanche, sur le plan militaire, il se plaint amèrement de l’attitude de Blois van Treslong, qui conteste la suprématie du nouveau Gouverneur en matière de défense maritime et terrestre.
Ne pouvant compter sur les officiers de l’armée, Pierre Berranger fait tout son possible pour s’assurer du soutien des habitants de la colonie et leur demande de se familiariser avec le maniement des armes. Les impôts sont pour tout gouvernement un sujet sensible : le Gouverneur propose un nouveau système de taxes afin d’alléger les planteurs et les fermiers du fardeau fiscal qu’ils subissaient et d’imposer plus lourdement les rentiers, les usuriers, les propriétaires de logements loués, les propriétaires d’esclaves... À ces nouvelles taxes, il envisage d’ajouter une taxe à l’exportation (café, sucre, coton, cacao) et de supprimer plusieurs taxes existantes (sur les églises, les marchés aux poissons, les marchés du bois, les restaurants, etc.). Cependant, cette réforme fiscale, logique et ambitieuse, suppose l’accord du Comité des Colonies aux Pays-Bas et une justesse dans les prévisions budgétaires (Berranger espérant un renouveau de l’agriculture et du commerce). Cette réforme demeure un projet sur papier : Pierre Berranger ne parvint pas à l’introduire. Certes, cet échec est avant tout dû à manque de temps. Mais il reflète aussi son caractère contrasté, ainsi jugé par ses contemporains : « C’était un homme avec de grandes qualités morales et aimé de ses concitoyens », mais aussi « il avait un caractère faible et il manquait d’une volonté affirmée : quand il devait affronter une opposition, il penchait pour un compromis ». C’était aussi « un incorrigible optimiste ».
Plusieurs documents font apparaître que Pierre Berranger incline davantage pour la Royauté et les Anglais que pour la Révolution française et la République batave. Ainsi, il écrit dans une lettre du 15 juillet 1793, adressée au Secrétaire de la Direction du Surinam à Amsterdam : « Si mes vœux sont exaucés, je me louerai intérieurement d’avoir facilité à soustraire une partie de ma première patrie [la France] à l’anarchie et d’avoir aidé celle à qui je dois mon existence et par conséquent tout dévouement et toute reconnaissance [la Hollande] à gagner un poste essentiel à la sûreté de toutes ses autres possessions de la terre ferme, au moins c’est ainsi que je le considère, sauf meilleur avis (...) Je me réjouis de pouvoir ainsi rendre service à la colonie en reconnaissance de l’asile que j’y ai trouvé durant la tempête et j’espère mériter votre confiance dans le moment où il suffit de se dire Français pour la perdre d’un chacun ». Et le même jour, il écrit à un autre correspondant : « il est difficile d’obtenir la confiance sans être connu, surtout sous le nom de Français ». De même écrit-il dans ces termes, le 16 juillet 1793, à son ami le Marquis de Saint-Simon : « Il paraît, mon cher Ami, que la situation de notre ancienne patrie ne s’améliore. Jusqu’où cela pourra-t-il aller ? Il est presque impossible d’en juger la fin. Je vous plains de toute mon âme, mon cher Ami, car je sais par moi-même la douleur de perdre les siens et son pays. Nous allons remercier Dieu de la délivrance des Français sur le territoire hollandais par ces prières publiques ».
Son émigration et son dévouement à l’Angleterre lui valent des commentaires peu flatteurs de la part de Victor Hugues, Gouverneur de la Guyane française, qui s’adresse ainsi, le 26 Germinal an XII (16 avril 1804), au Ministre de la Marine et des Colonies, qu’il veut renseigner sur les possessions hollandaises voisines (Source : Colonies, C/14, 68 et 83) : « Le Gouverneur actuel de Surinam est un émigré français qui a beaucoup contribué, la guerre dernière, à la tradition (sic) de cette colonie aux Anglais. Ce fut lui qui traita de sa livraison. Il avait été secrétaire du Gouverneur Friderici. Ayant éprouvé des pertes dans un commerce considérable, il alla en Angleterre dans le cours de la dernière guerre et, n’ayant pas pu y arranger ses affaires, il y fut mis en prison pour dettes. Croiriez-vous, citoyen ministre, que ce sont là ses seuls titres au Gouvernement du Surinam ? Ses créanciers d’Angleterre ont eu assez de crédit auprès du gouvernement batave pour le faire nommer Gouverneur du Surinam; il est sorti de prison et on l’a vu, avec le plus grand étonnement, paraître à Paramaribo avec le titre de Lieutenant-Général des armées bataves, quoiqu’il n’ait aucune espèce de service, mais il sera à même de payer ses dettes et de livrer Surinam aux Anglais, s’ils l’exigent. C’est là l’opinion générale. En attendant, il leur en livre le commerce, sous pavillon simulé. Il se nomme Beranger, cy-devant garde du corps, né à Orléans' ».
Cependant, le même Victor Hugues poursuit : « Je n’ai eu qu’à me louer des relations que j’ai entretenues avec lui. Il a mis dans ses rapports avec moi autant de procédés, d’honnêteté et d’égards que je pouvais en attendre. Je continuerai les relations que j’ai commencées à former avec lui; mais je le répète : Surinam sera une possession anglaise aussitôt que les Anglais voudront. Vous pouvez en assurer le Premier Consul. »
Il est pourtant qualifié par les Anglais en 1804 de « pro-French »… et toutes les relations de cet épisode de l’histoire du Surinam montrent la position alors très difficile de Pierre Berranger : alors que la population de la colonie est majoritairement favorable à se placer sous la protection de l’Angleterre, plutôt que de rester sous l’influence de leur propre gouvernement batave, devenu vassal de la France républicaine, le Gouverneur est tiraillé entre sa loyauté envers le Gouvernement des Pays-Bas et son hostilité à la République française…
Le 28 (25 ?) avril 1804, venant des Barbades, une flotte anglaise de 31 vaisseaux de guerre, sous les ordres du Commodore Samuel Hood et du Major-Général Charles Green, remonte le fleuve Surinam et demande la reddition de la colonie. Cette arrivée ne se fait pas de manière inattendue : déjà, en janvier et février, le Commissaire Général de Cayenne avait tenté d’alerter Pierre Berranger du danger imminent. Le 24 avril 1804, le Gouverneur reçoit déjà une information lui indiquant que des indigènes pêchant le long de la côte avaient été attaqués par les Anglais, qui ont remonté ensuite le fleuve. Blois van Treslong et les militaires veulent défendre le Surinam, jugeant son système de défense opérationnel. Mais les conseillers civils du Gouverneur redoutent de perdre leurs biens. Le contre-amiral Blois van Treslong fait savoir ouvertement qu’il n’obéira pas aux ordres du Gouverneur si celui-ci accepte la capitulation. Le 28 avril, Pierre Berranger refuse les conditions proposées pour la capitulation (7 articles dont le 4e prévoyait que « Toutes les personnes occupant des emplois dans l’administration de la colonie, le Gouverneur excepté, seront maintenues dans leurs fonctions (…) ». Mais il commet ensuite l’erreur de s’absenter un moment de la réunion du Conseil durant ces débats cruciaux sur la reddition et il n'a plus guère de prise sur les décisions adoptées. Lui et les habitants de Paramaribo deviennent des observateurs passifs des événements. Les Anglais débarquent leurs troupes et obtiennent la reddition de fort New Amsterdam : une fois que le centre de la défense de la colonie a cédé, tout le Surinam tombe. Et le 6 mai 1804, Pierre Berranger est relevé de ses fonctions par les Anglais, fait prisonnier de guerre et temporairement remplacé par Sir Charles Green.
Par la suite, la colonie revient à nouveau aux Pays-Bas en 1816 (en vertu de la Convention de Londres du 13 août 1814) et deviendra une République indépendante en 1975.
Pierre Berranger possède encore une maison à Paramaribo (Graave Straat) en juin 1809 et quelques intérêts au Surinam. Présumé en émigration, avec mise sous séquestre de ses biens (an II), qualifié dans tous les actes que nous possédons de « Chevalier », Pierre Berranger, l’aventurier, qui maîtrisait le néerlandais et l’anglais, revient dans la Mère Patrie pour s’installer dans le Blésois, où il finit maire de Couddes (du 28 juillet 1817, en remplacement de Jean-Baptiste Verzat de Fontaubert, démissionnaire, jusqu’à sa mort en 1820). Son épouse qui l'accompagne meurt à Couddes le 4 avril 1821.
Lui semble avoir continué à faire preuve d’une certaine aptitude à accéder aux honneurs : « Le Vendredi 21 juillet 1810, dans la correspondance du ministre A. Savary, duc de Rovigo, de Blois, 17 juillet : Mme de Stael continue d’être courtisée à Chaumont. Elle a déjeuné hier chez le Préfet de ce département avec MM. Schlegel, Benjamin Constant et de Sabran, venus avec elle. MM. de Salaberry et Berenger (sic), ancien Gouverneur de Surinam, présentés à Chaumont par le Préfet, étaient de ce déjeuner». Écartée de Paris par Bonaparte et exilée dans son château de Coppet près de Genève, Madame de Stael se rend effectivement plusieurs fois, semi-clandestinement, dans la région de Blois.